# Carl Johan Rappe
Carl Johan Melcher Rappe, född 18 januari 1918 i Ryssby, Kalmar län, död 7 januari 2010 i Skanör, var en svensk diplomat och jurist.

## Biografi
Rappe var son till godsägare, friherre Adolf Rappe och Ingegerd Ekströmer, född i släkten Ekströmer. Han tog juris kandidatexamen i Uppsala 1943 och tjänstgjorde i Stockholms rådhusrätt 1943-1945. Han blev attaché vid Utrikesdepartementet (UD) 1945, tjänstgjorde i Warszawa 1945-1947, Helsingfors 1947-1949 och i UD 1949-1953. Rappe var legationssekreterare i Pretoria 1953-1958, förste ambassadssekreterare i Teheran 1958-1961, tillförordnad chargé d’affaires i Bagdad 1961-1962, ambassadråd i London 1962-1965, minister vid FN-representationen i New York 1965-1967, sändebud i Bukarest 1967-1970, Pretoria, Gaborone, Maseru och Mbabane 1970-1973, Öst-Berlin 1973-1976, Warszawa 1976-1979 och tjänstgjorde vid UD 1979-1981. Rappe var permanent ordförande av svenska delegationen vid ESK-möte i Madrid 1980-1981.
Han var gift 1940-1958 med Marianne Fredelius.